# Park Iwana Franki we Lwowie
Park Iwana Franki (do roku 1779 Ogród Jezuicki, w latach 1779–1919 Ogród Pojezuicki, w latach 1919–1945 Park imienia Tadeusza Kościuszki) – najstarszy i jeden z centralnych parków Lwowa, położony przed gmachem głównym Uniwersytetu Lwowskiego (dawny Sejm Krajowy). Szacuje się, że jest najstarszym parkiem miejskim na Ukrainie.

## Historia
Park pojawił się na terenach dawnych łanów miejskich, które stały się własnością bogatej rodziny Szolc-Wolfowiczów. W końcu XVI wieku Jan Szolc-Wolfowicz założył niewielki sad, który później przeszedł w ręce zięcia Antonio Masari, właściciela kamienicy nr 14 na Rynku. Młody Wenecjanin przerobił ogród na wzór włoski, dzieląc go na tarasy, i podarował miastu, by z niego mogli korzystać wszyscy mieszkańcy.
Miejski ogrodnik Bauer przeprowadził jeszcze jedną zasadniczą rekonstrukcję parku. Tym razem park przebudowano na wzór współczesnych parków angielskich, w tak zwanym stylu krajobrazu. W latach 1877–1881 na miejscu „kasyna Hechta” wzniesiono Sejm Galicyjski, w dolnej części parku urządzono wspaniałe ogrody parterowe z bogatymi kompozycjami kwiatowymi i ciętymi krzewami.
Od 1614 roku władze tymczasowo przekazały park jezuitom, którzy rozpoczęli budowę we Lwowie swego kościoła i klasztoru. Mnisi zbudowali tu cegielnię, aby zapewnić budownictwo murowane. Zbudowali tutaj także browar, a część ziem przekazali w dzierżawę wieśniakom i otworzyli dla nich karczmę. To „tymczasowe” korzystanie trwało prawie 160 lat, dopóki wraz z nadejściem austriackiej władzy zlikwidowano zakon jezuitów. Na mapach Lwowa i w dokumentach historycznych z tamtych czasów występuje nazwa „Ogród Jezuicki”.
W 1655 roku rozmieszczona tu była artyleria wojsk rosyjskich, które wraz z wojskami Bohdana Chmielnickiego oblegały Lwów.
Cesarz Józef II, będąc we Lwowie, podarował tą zieloną dzielnicę miastu. Jednak bez odpowiedniej pielęgnacji park zdziczał do tego stopnia, że władze miasta musiały w 1799 roku sprzedać go przedsiębiorcy Janu Hechtowi. Ten przeprowadził rekonstrukcję parku, w szczególności przeplanował go w stylu klasycystycznym, a także próbował wprowadzić odpłatne korzystanie z parku. Zbudowano tu restauracje, basen kąpielowy, zainstalowano altany, wszelako zachęcano odwiedzających.
W latach 1894–1896 „Stowarzyszenie rozwoju i ozdoby miasta” postawiło naprzeciwko gmachu sejmu popiersia Jana Dobrzańskiego – literata, Jana Nepomucena Kamińskiego – dyrektora polskiego teatru, Leona Sapiehy – namiestnika Galicji, Artura Grottgera – lwowskiego malarza, biskupa Samuela Głowińskiego – założyciela fundacji kształcenia młodzieży, a w alei z prawej strony – popiersie hrabiego Józefa Dunina Borkowskiego – poety-hellenisty. Na klombie przed budynkiem sejmu stał żeliwny wazon z płaskorzeźbą, przedstawiającą w wolnej interpretacji pracę Bertela Thorvaldsena „Ciąg życia ludzkiego”.

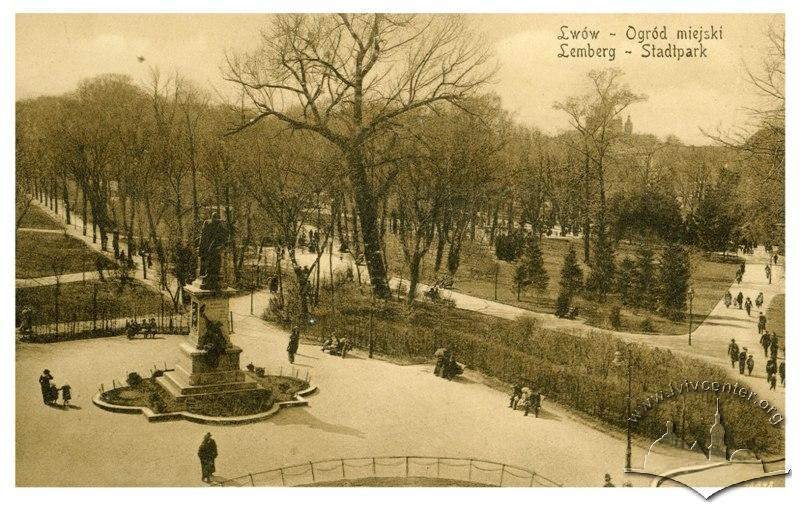
Widok na park oraz pomnik Agenora Gołuchowskiego (1913–1914)

W 1908 roku architekt Karol Richtman-Rudniewski opracował projekt teatru, który miał pojawić się w miejscu restauracji. Projekt przewidywał nowoczesną konstrukcję z kamienia, metalu i szkła z rozsuwanym dachem. Na parterze zaplanowano sklepy i kawiarnie. Kosztorys wynosił 2 mln koron. Konsorcjum budowy teatru zwróciło się do urzędu miasta z prośbą wydzierżawienie ziemi na 50 lat, z następnym przejściem teatru na własność miasta. Projekt nigdy nie został zrealizowany.
W 1949 roku, po demontażu pomnika Agenora Gołuchowskiego, który stał przy wejściu do parku przy ul. Strzelców Siczowych, wazę przeniesiono na miejsce pomnika. Stoi tu do dziś.
W 1964 roku przed uniwersytetem w parku postawiono pomnik Iwana Franki (rzeźbiarze: W. Borysenko, D. Krwawicz, E. Myśko, W. Odrechiwskyj. J. Czajka, architekt A. Szular).
W 1999 roku firma McDonald’s opracowała projekt rozmieszczenia restauracji swej sieci na terenie parku z możliwością szybkiej obsługi - McDrive. Ostatecznie projekt został odrzucony.
W 2009 roku miała miejsce rekonstrukcja parku.

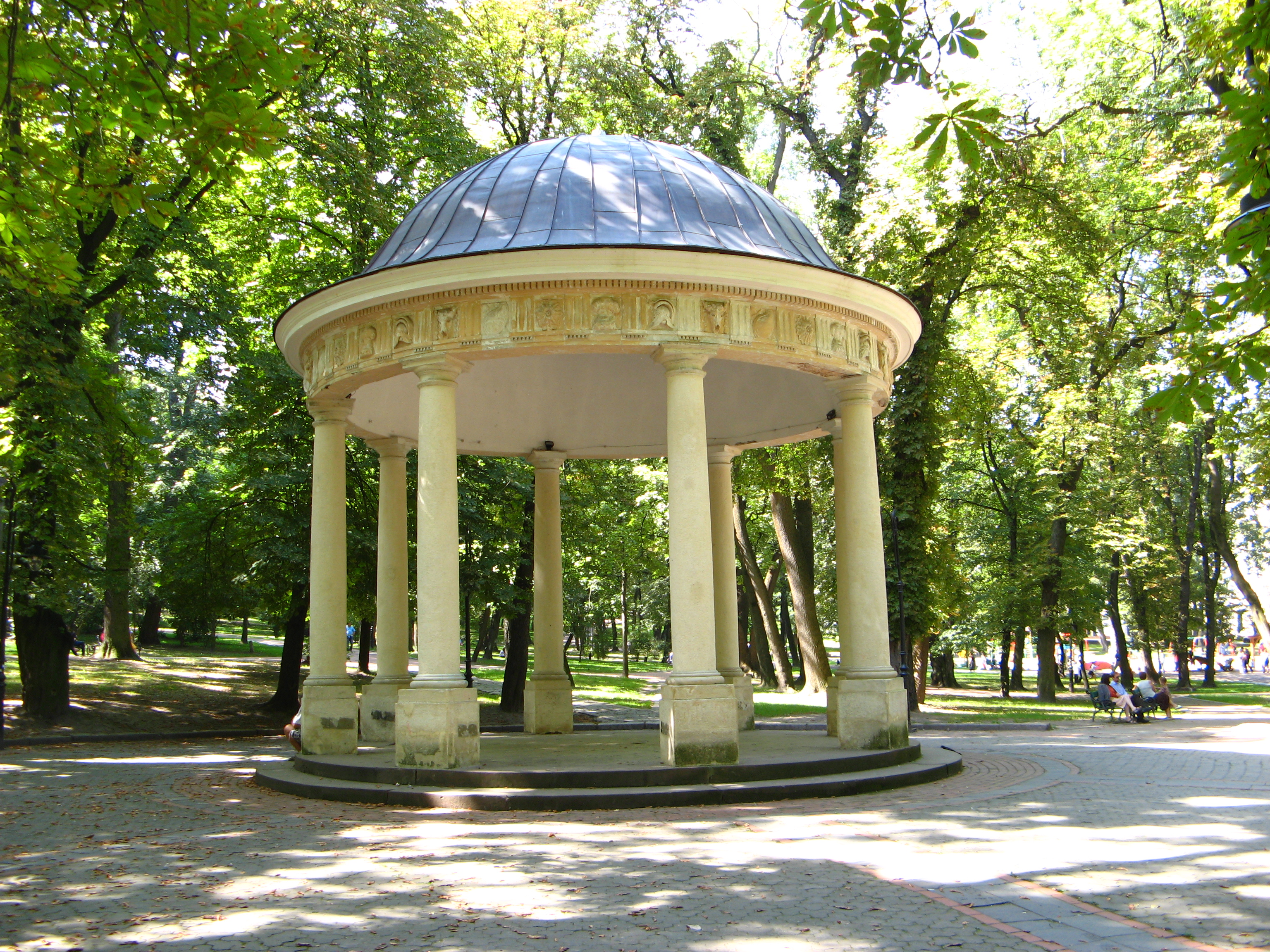
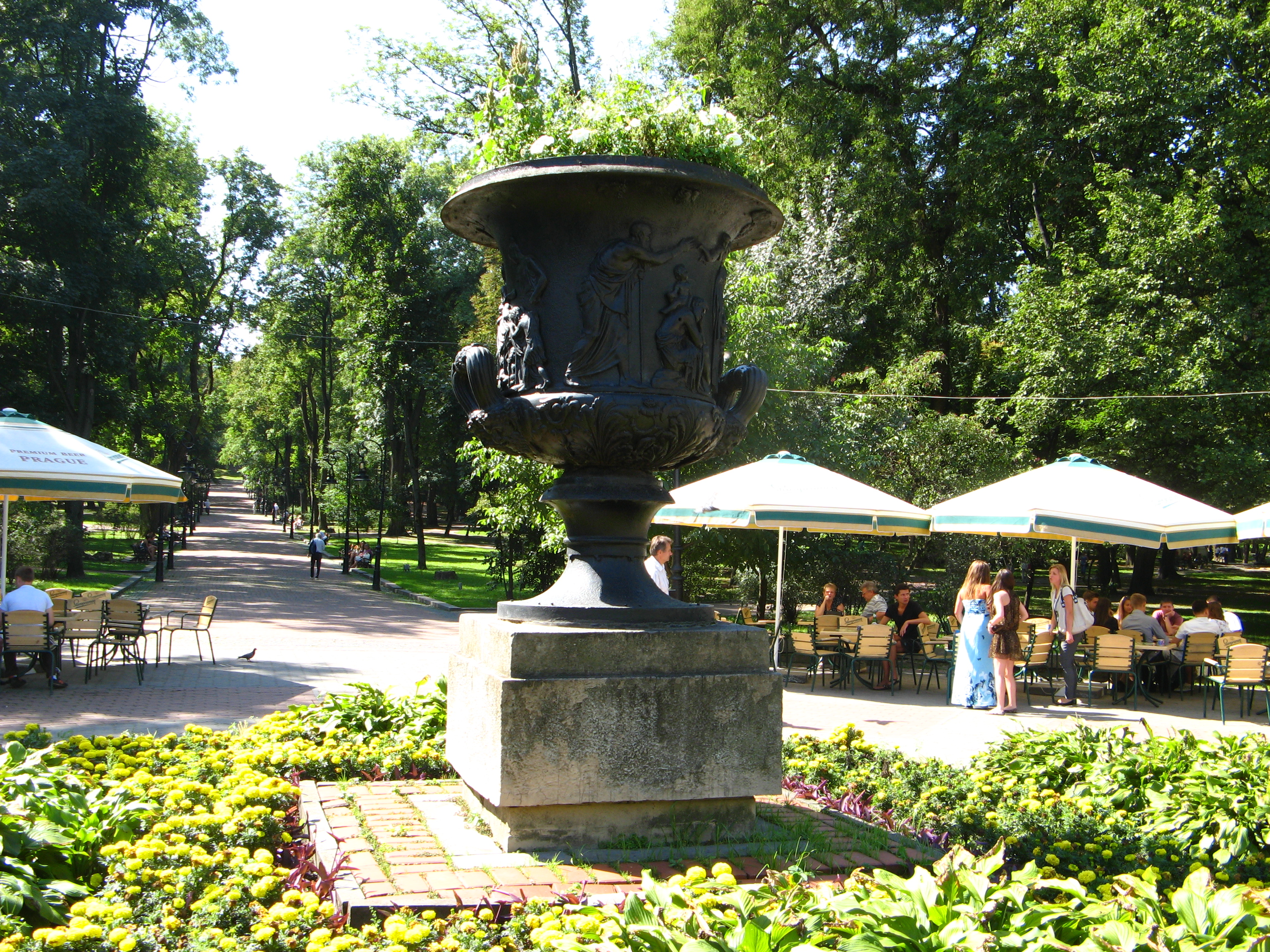
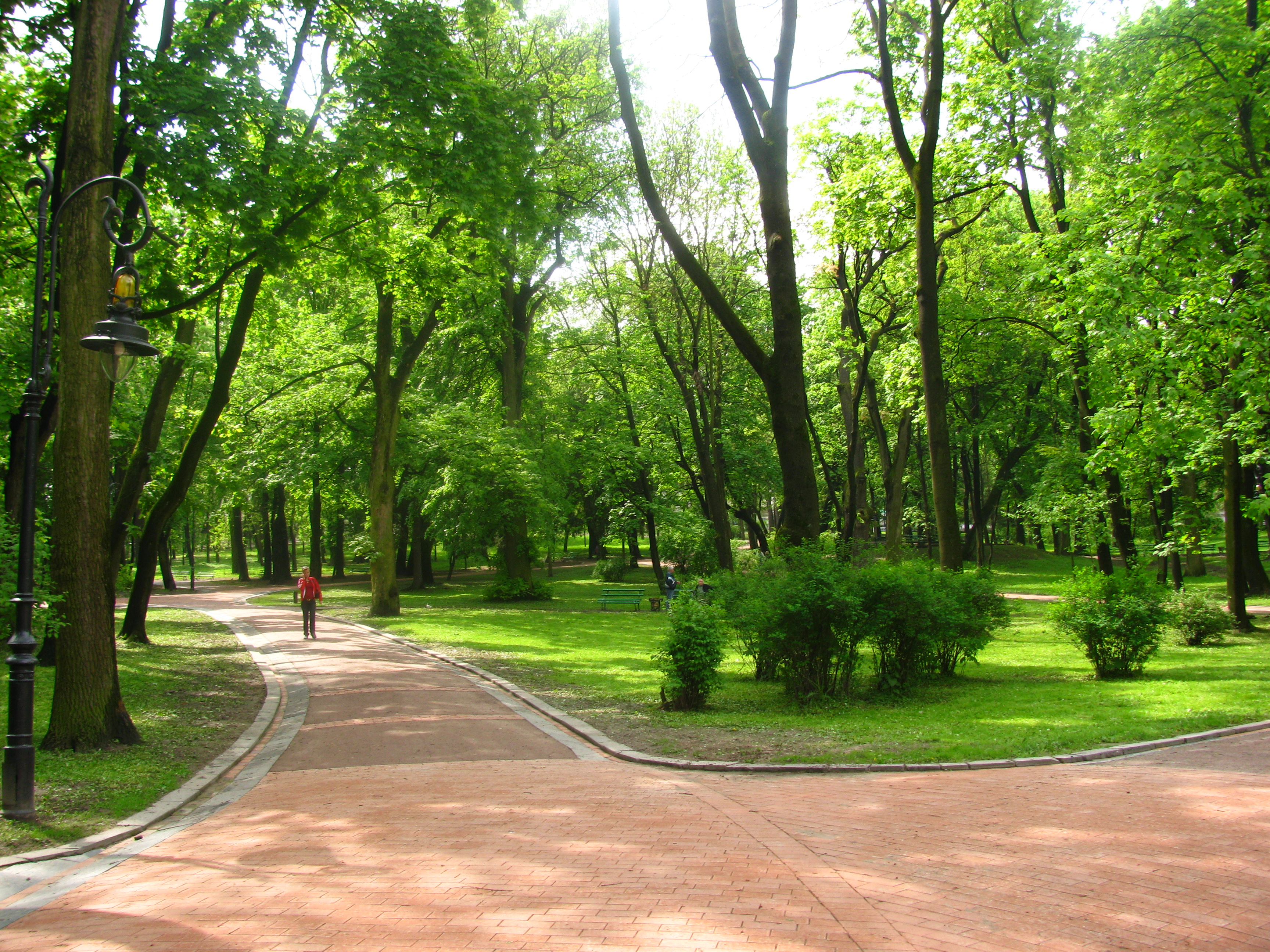
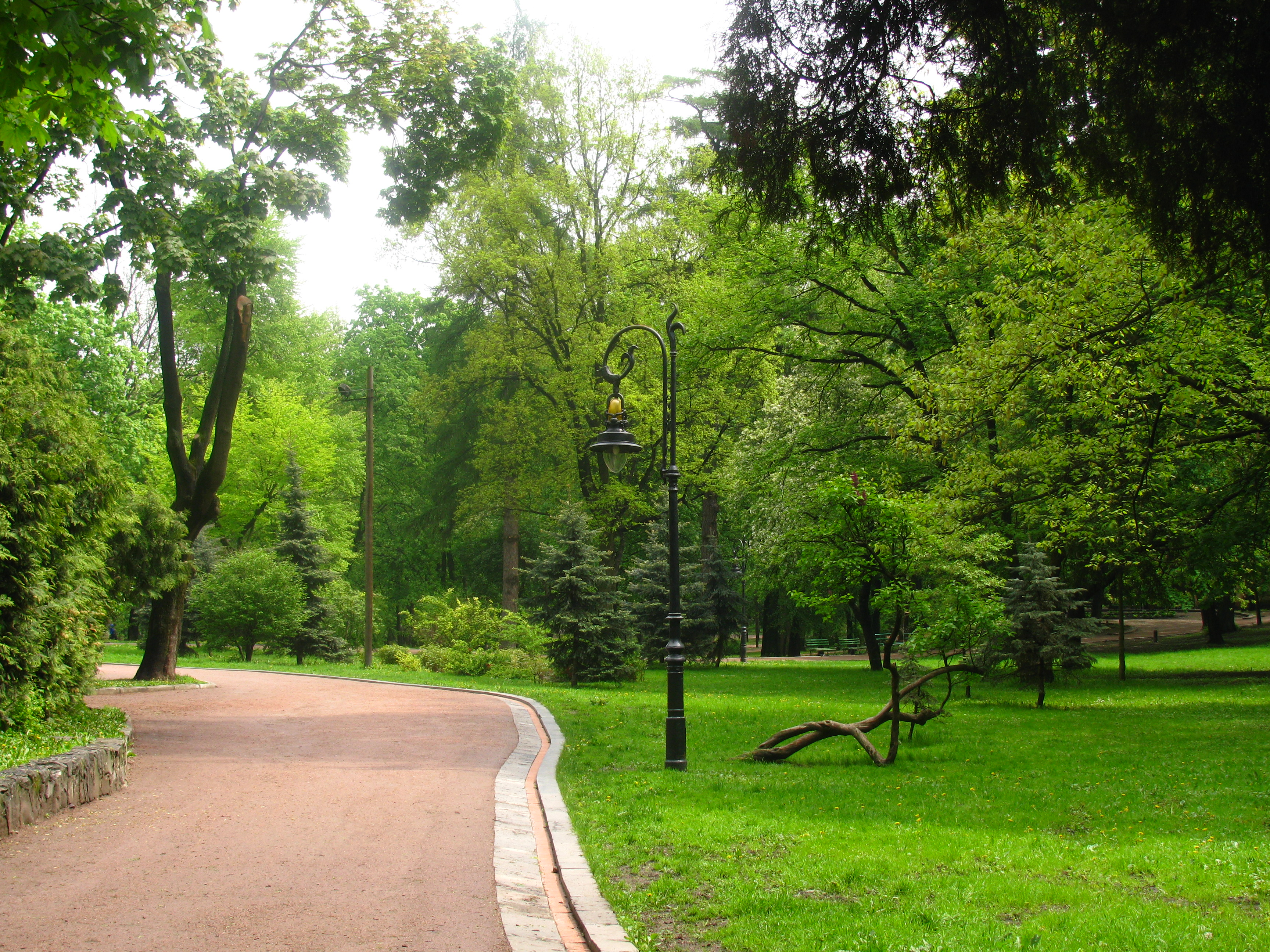
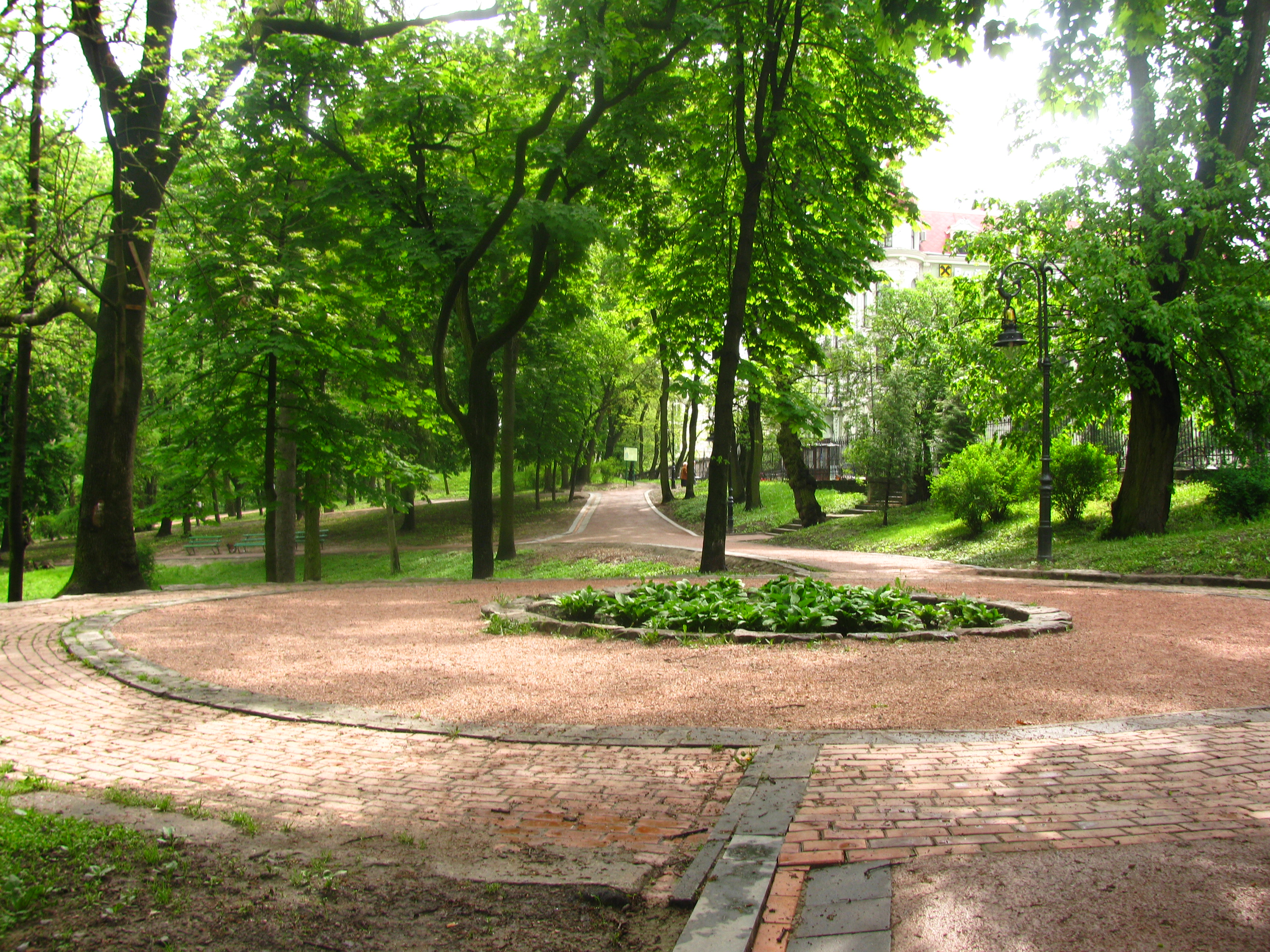
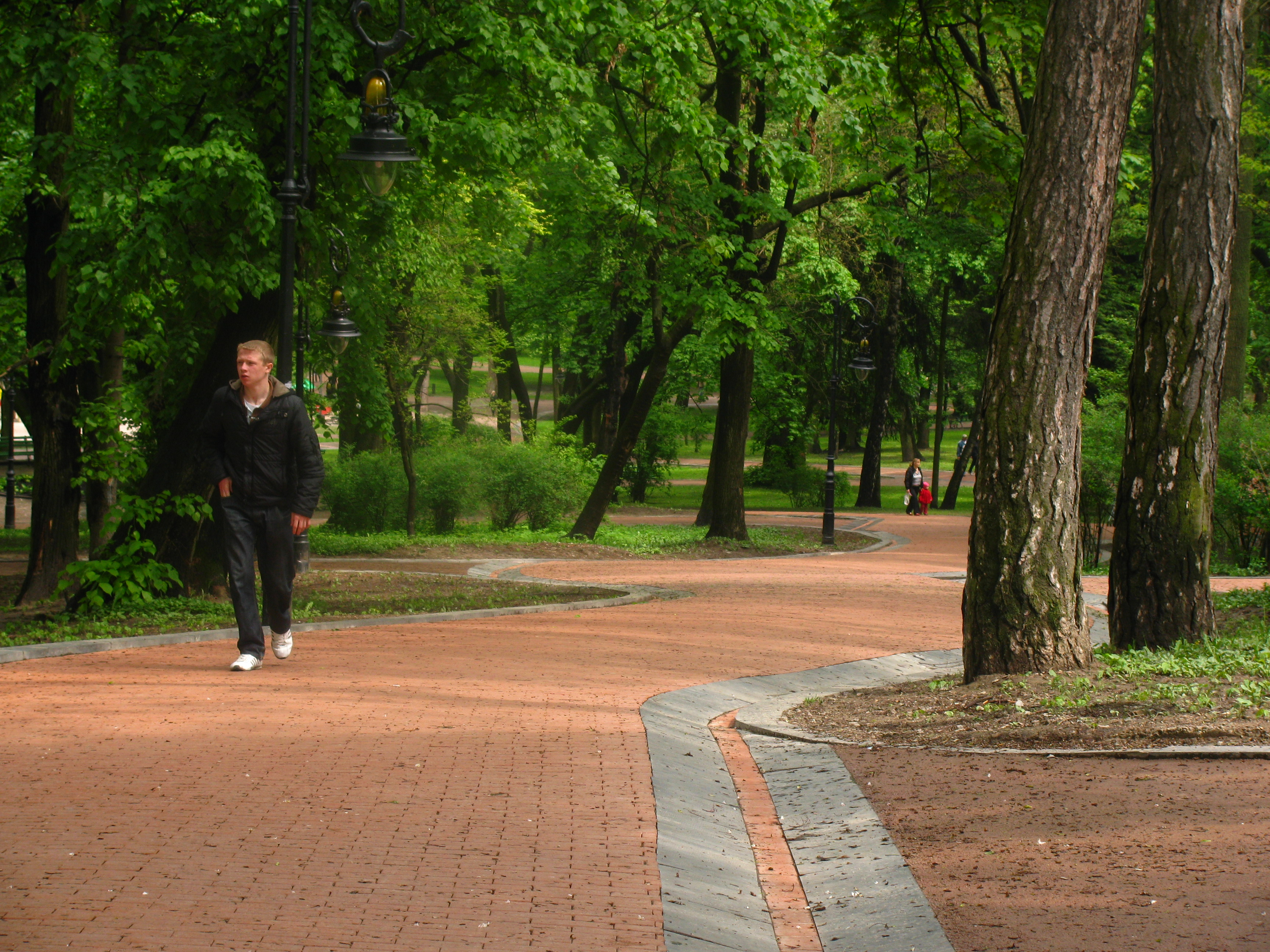